# مالوموسینو
مالوموسینو (انگلیسی: Malomusino) یک شهرک در شهرستان کویورگازینسکی جمهوری باشقیرستان در کشور روسیه است.